# Théâtre Arlequin
Pour les articles homonymes, voir Arlequin.
Le théâtre Arlequin est une troupe de comédiens installée à Liège, rue Rutxhiel et dirigée par Delphine Dessambre.
Fondé en 1956 par José Brouwers, le Théâtre Arlequin repose sur une compagnie de comédiens qui assurent plus de 150 représentations par saison dans son théâtre de poche ou en tournée. Son répertoire va du divertissement au classique.

## Histoire
Les six personnes qui vont fonder en 1956 le théâtre Arlequin  - José Brouwers et Christiane Eppe, Hélène van de Welle et Jean-Marie Demoulin, Mauricette Vallée et Christiane Féron - sont issues d'une troupe paroissiale du Laveu, les « Jongleurs de Notre-Dame », sa fonction, animatrice de quartier l'amène à choisir des comédies, cependant son ambition est aussi d'introduire des pièces du domaine classique.
En 2011, le roi Albert II a attribué au théâtre Arlequin le privilège d’être « compagnie royale ».

### Naissance
En 1975, sous l'impulsion de José Brouwers, le théâtre se professionnalise et prend la forme juridique d'une ASBL. Des chemins nouveaux sont empruntés, tournées scolaires, participation à des festivals, coproduction avec d'autres théâtres, tournées à l'étranger, tout en restant bien ancré dans la vie liégeoise : en 1980, pour le millénaire de la ville de Liège, est donnée représentation de la pièce Ils sont fous ces Liégeois.
En 1990, pour le bicentenaire du compositeur César Franck, la troupe interprète la pièce Monsieur Franck viendra ce soir, reprise à Paris, à la mairie du 7e arrondissement.
En 2002, elle joue Simenon, fils de Liège de Jacques Henrard.
En 2005, l'Opéra royal de Wallonie, dans le cadre de l'interprétation de la tétralogie de Wagner, commande à l'Arlequin une pièce, jouée au Petit Théâtre de l'Opéra : L'Impromptu de Bayreuth.

### Café liégeois
Le Café liégeois est une revue d'actualité née en 1985 et due à six auteurs. Il s'agit de sketches épinglant la vie (politique, culturelle, socio-économique) de la ville de Liège autour de personnages phares qui parodient et brocardent des personnalités liégeoises : le facteur, le policier, le touriste, la tenancière du café, le barman, les filles de petite vertu, la concierge Madame Bémol (incarné par le comédien Thierry Enckels)...
La troupe se produit également dans des galas philanthropiques, demandés par les différents « services clubs ». Il lui arrive ponctuellement de se produire au Trocadéro ou au Forum, où elle anime régulièrement le gala du Nouvel An.

## Les salles
En 1968, une salle est aménagée au no 3 de la rue Rutxhiel, dans le quartier Saint-Christophe, au premier étage et en 1977, une seconde salle au rez-de-chaussée. En 2012, à la suite du décès du propriétaire, la ville de Liège rachète le bâtiment,.

## Répertoire

### 2005-2006
- L’Impromptu de Bayreuth de  José Brouwers
- La Salle de bain d'Astrid Veillon
- La Peste d'Albert Camus, adaptation José Brouwers
- Le Dîner de cons de  Francis Veber
- Le Petit Prince d'Antoine de Saint-Exupéry, adaptation José Brouwers

### 2006-2007
- Le Bourgeois gentilhomme de  Molière
- Toâ de Sacha Guitry
- Panique au café liégeois (collectif)
- Le Dîner de cons de  Francis Veber

### 2007-2008
- L’Impromptu de Liège de  José Brouwers
- The Fairy Queen d'Henry Purcell, participation au spectacle de l’Opéra royal
- Ma vie avec Mozart de  Éric-Emmanuel Schmitt
- Panique au café liégeois (collectif)
- Le Canard à l’orange de  William Douglas Home, adaptation Marc-Gilbert Sauvajon
- Le chien des Baskerville de  Conan Doyle, adaptation José Brouwers

### 2008-2009
- Confidences trop intimes de  Jérôme Tonnerre
- Le Barbier de Séville de  Beaumarchais
- Tailleur pour dames de  Georges Feydeau
- Café liégeois en fête (collectif)

### 2009-2010
- Tailleur pour dames de  Georges Feydeau
- Café liégeois en fête (collectif)
- Le Visiteur de  Éric-Emmanuel Schmitt
- Le Saut du lit de  Ray Cooney, adaptation Marcel Mithois

### 2010-2011
- Le Visiteur de  Éric-Emmanuel Schmitt
- Les Belles Sœurs de  Éric Assous
- Hygiène de l’assassin de  Amélie Nothomb, adaptation José Brouwers
- C’est encore mieux l’après-midi de  Ray Cooney, adaptation Jean Poiret

### 2011-2012
- L’Impromptu de Waroux de José Brouwers
- Le Dîner de cons de Francis Veber
- Une aspirine pour deux de Woody Allen, adaptation Francis Perrin
- Les hommes préfèrent mentir de Éric Assous

### Festivals internationaux
- Vichy 1960 : La Meunière d’Arcos (Casona)
- Paris (Cité universitaire) 1965 : Le Cercle de craie de Herbert Le Porrier
- Festival du Jeune Théâtre (Liège) 1966 : La Musara de J.-P. Wauters
- Festival du Jeune Théâtre (Liège) 1969  : Anne, que fais-tu dans ton coin à enfiler des perles (création collective)
- Festival du Jeune Théâtre (Liège) 1972 : Les Fraises musclées de Jean-Michel Ribes
- Festival du Jeune Théâtre (Liège) 1977  : Madras, la nuit où… de Eduardo Manet

## Devise
« C'est une étrange entreprise  que de faire rire les honnêtes gens. »

— Molière

## Distinctions
- 1960 : Trophée royal d’art dramatique décerné par la Fédération nationale des compagnies dramatiques pour La Reine et les Insurgés d'Ugo Betti
- 1961 : Prix de la mise en scène au tournoi annuel organisé par la Fédération nationale des compagnies dramatiques pour La Meunière d’Arcos de Alejandro Cason
- 1963 : Trophée royal pour Un Don Juan de Aucouturier
- 1964 : Prix de la mise en scène pour Mariana Pineda de Federico García Lorca
- 1965 : Trophée royal pour Le Cercle de craie de Herbert Le Porrier
- 1966 : Prix de la mise en scène pour Une saga de Hjalmar et Bergman
- 1967 : Prix de la mise en scène pour Comme il vous plaira de Shakespeare
- 1968 : Trophée royal pour Andorra de Max Frisch
- 1973 : Trophée royal pour Don Quichotte de Jamiaque